# Liste der Kulturdenkmale in Geislingen an der Steige

Wappen von Geislingen an der Steige

In der Liste der Kulturdenkmale in Geislingen an der Steige werden unbeweglichen Bau- und Kunstdenkmale in Geislingen an der Steige aufgelistet. Diese Liste ist noch unvollständig.

## Allgemein
- Bild: Zeigt ein ausgewähltes Bild aus Commons, „Weitere Bilder“ verweist auf die Bilder im Medienarchiv Wikimedia Commons.
- Bezeichnung: Nennt den Namen, die Bezeichnung oder die Art des Kulturdenkmals.
- Lage: Straßenname und Hausnummer oder Flurstücknummer des Kulturdenkmals, gegebenenfalls auch den Ortsteil. Die Grundsortierung der Liste erfolgt nach dieser Adresse. Der Link (Karte) führt zu verschiedenen Kartendiensten mit der Position des Kulturdenkmals. Fehlt dieser Link, wurden die Koordinaten noch nicht eingetragen. Sind diese bekannt, können sie über ein Tool mit einer Kartenansicht einfach nachgetragen werden. In dieser Kartenansicht sind Kulturdenkmale ohne Koordinaten mit einem roten bzw. orangen Marker dargestellt und können durch Verschieben auf die richtige Position in der Karte mit Koordinaten versehen werden. Kulturdenkmale ohne Bild sind an einem blauen bzw. roten Marker erkennbar.
- Datierung: Baubeginn, Fertigstellung, Datum der Erstnennung oder grobe zeitliche Einordnung entsprechend des Eintrags in der zuständigen Denkmaldatenbank (Landesamt für Denkmalpflege Baden-Württemberg).
- Beschreibung: Kurzcharakteristik des Kulturdenkmals.

## Liste
| Bild           | Bezeichnung                                                                                               | Lage                                                                                        | Datierung                                                | Beschreibung | ID |
| -------------- | --- | ------------------------------------------------------------------------------------------- | -------------------------------------------------------- | --- | -- |
|                | Fachwerkhaus                                                                                              | Adlerstraße 2 (Karte)                                                                       | 15./16. Jahrhundert                                      | Dieses zweigeschossige Fachwerkhaus befindet sich in der oberen Vorstadt. |    |
|                | Schmales Wohnhaus                                                                                         | Adlerstraße 20 (Karte)                                                                      | 17./18. Jahrhundert                                      | Dieser dreigeschossige Sichtfachwerkbau ist an die beiden Nachbarhäuser angebaut. In den letzten Jahren wurde er aufwendig renoviert. |    |
|                | Wohnhaus                                                                                                  | Adlerstraße 28 (Karte)                                                                      | 18. Jahrhundert                                          | Dieses giebelständige, zweigeschossige, verputzte Fachwerkhaus gehörte 1913 und vermutlich davor auch einem Küfer. |    |
|                | Ehemalige Gewerbliche Berufsschule                                                                        | Bahnhofstraße 62 (Karte)                                                                    | 1928                                                     | Die ehemalige gewerbliche Berufsschule wurde nach Plänen von Paul und Karl Bonatz als giebelständiger Putzbau errichtet. |    |
|                | Wohnhaus                                                                                                  | Bismarckstraße 11 (Karte)                                                                   | 1897                                                     | Dieses von H. Steiff für die Schreinerbrüder Gunzenhauser erbaute Haus enthält drei Wohnungen. Es handelt sich um einen zweigeschossigen Klinker-Backsteinbau mit Verdachung aus Werkstein. Das Gebäude zeigt charakteristische Züge der bürgerlichen Wohnkultur vor der Jahrhundertwende. | BW |
|                | Daniel-Straub-Realschule                                                                                  | (Karte)                                                                                     | 1964–1969                                                | Die Daniel Straub Real Schule ist neben der Mädchenmittelschule, nördlich des historischen Kerns von Geislingen gelegen. Architekt war Veit Gemlich, welcher es als polygonalen Sichtbetonbau entwarf. Geschützt nach § 2 DSchG |    |
| Weitere Bilder | Albwerk Speicher                                                                                          | Eybstraße 98-102 (Karte)                                                                    | 1921–1922                                                | Erbaut wurde der heutige Albwerk Speicher als Lagerhaus mit angebautem Kunstdüngerschuppen für die Bezugs- und Absatzgenossenschaft Geislingen. Das quadratisch wirkende, viergeschossige Gebäude mit Walmdach wurde in einem Stil erbaut, der Bezug auf die Bauweise der Fachwerkhäuser der dortigen Altstadt nimmt. Ein 1986 eingereichter Antrag auf Abreissung des Gebäudes wurde von der dortigen Baurechtsbehörde abgelehnt. Heute ist es ein Kulturdenkmal und dient dem Alb-Elektrizitätswerk als Bürogebäude mit Ausstellungsfläche und Veranstaltungsraum. |    |
| Weitere Bilder | Ehemaliges Oberamtsgebäude                                                                                | Gartenstraße 13 (Karte)                                                                     | 1905/1906                                                | Dieser dreigeschossige Putzbau wurde von dem königliches Bezirksbauamt Ulm errichtet. Das Gebäude enthält aufwendige Details wie ein Wappenrelief, einen Erker mit Brüstungsfeldern und ein Portal mit Reliefschmuck. |    |
|                | Villa | Haegelstraße 30 (Karte)                                                                     | 1907                                                     | Diese Villa wurde von dem Architekten Richard Dollinger für Karl Groschopf, einem leitenden Angestalten von WMF, erbaut. Der Stil ist der Heimatschutzarchitektur zuzuordnen. | BW |
|                | Evangelisches Dekanat                                                                                     | Hansengasse 2 (Karte)                                                                       | um 1500                                                  | Dieses Haus mit alemannischer Fachwerkkonstruktion ist zweigeschossig, giebelstäbndig und besitzt ein Krüppelwalmdach. An der Rückseite sitzt es auf der ehemaligen Stadtmauer auf. |    |
| Weitere Bilder | Kohn'sches Haus                                                                                           | Hansengasse 6 (Karte)                                                                       | vor 1550                                                 | Das Kohn'sches Haus gehört zu einer Reihe sehr alter Gebäude in der Hansengasse. Es ist ein vierstöckiges Fachwerkhaus. |    |
|                | Wohnhaus                                                                                                  | Hansengasse 8 (Karte)                                                                       | 1884                                                     | Dieser Putzbau ist auf Resten der ehemaligen Stadtmauer gebaut. Er ist dreigeschossig und hat eine aufwendig gestaltete Fassade, welche ein Zeugnis für das im Filstal bedeutendes Gipserhandwerk war. Im Jahr 2007 wurde das Gebäude renoviert. In diesem Zuge erfolgte auch Farbgebung der Fassade. |    |
|                | Fachwerkhaus                                                                                              | Hansengasse 11 (Karte)                                                                      | 15./16. Jahrhundert                                      | Bei diesem Fachwerkhaus gibt es Hinweise auf alemannische Bauweise. Es wurde später verputzt. |    |
|                | Rathaus                                                                                                   | Hauptstraße 1 (Karte)                                                                       | 1913–1916                                                | Das Rathaus in der Hauptstraße ist ein dreigeschossiger gegliederter Putzbau mit Walmdach, Seitenflügeln, einem Dachreiter und Rundbogenarkaden auf einem Sockel aus Travertin. Es wurde von den Gebrüdern Moser aus Ulm erbaut. Es gilt als Beispiel der Reformarchitektur des frühen 20. Jahrhunderts. |    |
|                | Wohn- und Geschäftshaus                                                                                   | Hauptstraße 3 (Karte)                                                                       |                                                          | Dieses giebelständige Haus ist ein dreigeschossiges, verputztes Fachwerkhaus. Es hat einen Mansardengiebel und einen Aufzugsgiebel an einer Seite. | BW |
|                | Wohnhaus                                                                                                  | Hauptstraße 7 (Karte)                                                                       | 16. Jahrhundert                                          | Dieses dreigeschossige Haus hat ein verputztes Fachwerk und ist giebelständig. Es wurde nach dem Bau noch verändert, so zum Beispiel durch einen Ladeneinbau. | BW |
|                | Fachwerkhaus                                                                                              | Hauptstraße 10 (Karte)                                                                      | wohl 15. Jahrhundert                                     | Dieses giebelständige, dreigeschossige Haus weist eine gut erhaltene alemannische Fachwerkkonstruktion auf. | BW |
|                | Gusseiserner Pumpbrunnen                                                                                  | Hauptstraße 14, bei (Karte)                                                                 | 1878                                                     | Dieser Pumpbrunnen aus Gusseisen ist ein Serienstück. Bevor er hierher verlegt wurde, stand er an der Ecke Bahnhofstraße, Werkstraße und diente als öffentliche Einrichtung zur Wasserversorgung. |    |
|                | Ehemaliges Gasthaus zum Weißen Ochsen                                                                     | Hauptstraße 16 (Karte)                                                                      | 15./16. Jahrhundert                                      | Dieses dreigeschossige, giebelständige Fachwerkhaus, das im Kern aus dem 15./16. Jahrhundert stammt, wurde später verputzt. Bis 1839 diente es als Gastwirtschaft. Später wurde es zum Café Zentral. 2005/2006 wurde es dann zu einer Buchhandlung umgebaut. |    |
|                | Ehemaliges Gasthaus Zum Lamm                                                                              | Hauptstraße 17 (Karte)                                                                      | um 1820                                                  | Dieses ehemalige Gasthaus ist ein dreigeschossiges verputztes Fachwerkhaus. In der zweiten Hälfte des 19. Jahrhunderts wurden dann hölzerne Fensterverdachungen hinzugefügt. | BW |
| Weitere Bilder | Altes Rathaus                                                                                             | Hauptstraße 19 (Karte)                                                                      | 1422                                                     | Der Kern des alten Rathauses wurde im 15. Jahrhundert als Kauf- und Rathaus errichtet. Es handelt sich um das älteste, öffentliche Gebäude in Geislingen. Jedoch wurde es im Laufe der Jahrhunderte stark verändert. Von der ursprünglichen Zustand sind noch Stützen aus Eiche und sechs Pfosten mit Kopfbügen erhalten. 1883/84 wurde das Gebäude an den damaligen Stil der Neorenaissance angeglichen. Geschützt nach § 12 DSchG |    |
|                | Fachwerkhaus                                                                                              | Hauptstraße 20 (Karte)                                                                      | 15./16. Jahrhundert                                      | Dieses dreigeschossige Fachwerkhaus ist giebelständig. Es gibt Hinweise auf eine ursprünglich alemannische Bauweise des Fachwerks. Später wurde das Fachwerk dann verputzt. |    |
|                | Ehemaliges Gasthaus Zur Krone                                                                             | Hauptstraße 22 (Karte)                                                                      | 15./16. Jahrhundert                                      | Das Gebäude ist ein zweigeschossiger, giebelständiger Fachwerksbau. Das Fachwerk ist alemannisch, heute jedoch größtenteils verputzt. Zusammen mit der Lange Gasse 19 bildet dieses ehemalige Gasthaus eine Sachgesamtheit. |    |
| Weitere Bilder | Alter Zoll                                                                                                | Hauptstraße 24 (Karte)                                                                      | 1495                                                     | Der alte Zoll wurde an der Stelle eines noch älteren Zollgebäudes, welches von den Grafen von Helfenstein stammte, erbaut. Das Gebäude ist ein dreigeschossiges, giebelständiges Fachwerkhaus mit Krüppelwalm und Aufzuggiebel und fünf Giebelvorsprüngen. |    |
|                | Ehemaliges Gasthaus Zum Weißen Ross                                                                       | Hauptstraße 32 (Karte)                                                                      | 15./16. Jahrhundert                                      | Dieses in Ecklage befindliche, ehemalige Gasthaus ist dreigeschossig und giebelständig. Es besitzt einen zweigeschossigen Anbau und zeigt Hinweise auf eine alemannische Konstruktion des Fachwerks. Heutzutage ist das Fachwerk verputzt. | BW |
|                | Wohnhaus                                                                                                  | Hauptstraße 88 (Karte)                                                                      | 17./18. Jahrhundert                                      | Dieses heute verputzte Fachwerkhaus ist dreigeschossig und traufständig. Es hat eine wichtige Bedeutung für den historischen Bestand der Stadt. | BW |
|                | Wohnhaus                                                                                                  | Hauptstraße 94 (Karte)                                                                      | 17. Jahrhundert                                          | Dieses zweigeschossige, giebelständige Wohnhaus hat ein auffälliges Sichtfachwerk mit mehreren Mannfiguren. | BW |
|                | Wohn- und Geschäftshaus                                                                                   | Karlstraße 3 (Karte)                                                                        | 1908                                                     | Dieses von dem Architekten Immanuel Hohlbauch im Stil der Heimatschutzarchitektur erbaute Wohnhaus ist an der Rohrach gelegen. Es handelt sich um einen dreigeschossigen Putzbau mit Krüppelwalmdach. |    |
| Weitere Bilder | Ehemaliges Gerberhaus                                                                                     | Karlstraße 12, 14 (Karte)                                                                   | 15./16. Jahrhundert                                      | Dieses ehemalige Gerberhaus ist traufständig, dreigeschossig und hat ein Walmdach. |    |
|                | Ehemaliges Pfründhaus des Spitals                                                                         | Karlstraße 22 (Karte)                                                                       | 1584                                                     | Dieses dreigeschossige Fachwerkhaus, welches später verputzt wurde, ist giebelständig. Das Fachwerk im Kern ist alemannisch, doch das Haus unterzog sich seitdem erheblichen Veränderungen. |    |
| Weitere Bilder | Musikschule                                                                                               | Karlstraße 24 (Karte)                                                                       | um 1500                                                  | Dieser heute verputzte Fachwerkbau ist das ehemalige Stiftungsverwaltungsgebäude des Spitals. Die alemannische Fachwerkskonstruktion im Kern ist gut erhalten, auch wenn das Gebäude mehrfach umgebaut wurde. Heutzutage dient es als Musikschule. |    |
| Weitere Bilder | Stadtkirche                                                                                               | Kirchplatz 1 (Karte)                                                                        | 1424–1428                                                | Die Stadtkirche Geislingens ist im gotischen Stil erbaut und besitzt einen 63 Meter hohen Turm. Da der verwendete Tuffstein aus der ehemaligen Geislinger Steingrube sich nicht bildhauerisch bearbeiten lässt, fehlt der Kirche Schmuckplastik, welche damals üblich war. 1467 erweiterte H. Schweinbacher die Kirche dann um einen Vorbau. Außerdem sind ein Chorgestühl von Jörg Syrlin und ein Marienaltar von Daniel Mauch zu finden in der Kirche. |    |
| Weitere Bilder | Evangelisches Pfarrhaus                                                                                   | Kirchplatz 2 (Karte)                                                                        | 15. Jahrhundert                                          | Das evangelische Pfarrhaus ist ein dreigeschossiges Gebäude mit Krüppelwalmdach, welches in die Stadtmauer integriert war. |    |
| Weitere Bilder | Schubart-Schulhaus                                                                                        | Kirchplatz 3 (Karte)                                                                        | 1565                                                     | Das Schubart-Schulhaus ist benannt nach Christian Friedrich Daniel Schubart, welcher in diesem Gebäude 1763–1769 unterrichtete. Das Gebäude wurde mehrfach umgebaut, wobei auch sein Fachwerk verputzt wurde. |    |
|                | Fachwerkhaus                                                                                              | Lange Gasse 25 (Karte)                                                                      | 15./16. Jahrhundert                                      | Dieses dreigeschossige, heute verputzte Fachwerkhaus ist durch Konsolen gestützt. Es besitzt ein niedriges Untergeschoss und die Bauweise des Fachwerks ist alemannisch. |    |
|                | Fachwerkhaus                                                                                              | Lange Gasse 27 (Karte)                                                                      | 15./16. Jahrhundert                                      | Dieses dreigeschossige, giebelständige Haus zeigt Hinweise auf eine alemannische Bauweise des Fachwerks. |    |
|                | Ehemaliges Kornschreiberhaus                                                                              | Moltkestraße 7 (Karte)                                                                      | 1397                                                     | Das ehemalige Kornschreiberhaus wurde auf einem älteren Gewölbekeller erbaut. Es beinhaltet die älteste, überlieferte Haussubstanz in Geislingen. 1989 wurde das originale Haus abgetragen, dann aber 1992 unter Verwendung einiger originaler Hölzer wieder an derselben errichtet. Damit wurde Bauzustand von 1500 wiederhergestellt, nachdem das Gebäude seitdem mehrfach verändert wurde. (Das ehemalige Kornschreiberhaus ist links in dem Bild) |    |
| Weitere Bilder | Alter Bau                                                                                                 | Moltkestraße 11 (Karte)                                                                     | 1445                                                     | Der alte Bau ist ein achtstöckiger, ehemaliger Kornspeicher mit Krüppelwalm und sechs Giebelvorsprüngen. Heutzutage dient das Gebäude als Heimatmuseum und Galerie. |    |
|                | Wohnhaus in Ecklage                                                                                       | Römerstraße 4 (Karte)                                                                       | 1850                                                     | Dieses im klassizistischen Stil errichtete Wohnhaus ist zweigeschossig und stellt ein Werkstein-Putzfachwerk dar. Architekt dieses Gebäudes war Georg von Morlok. |    |
|                | Gusseiserner Pumpbrunnen                                                                                  | Rosenstraße, bei GZ-Verlagsgebäude (Karte)                                                  | Spätes 19. Jahrhundert                                   | Auch dieser gusseiserne Brunnen hatte früher eine wichtige Bedeutung bei der Wasserversorgung und ist ein Serienstück. Er stand früher in dem Stadtteil Aufhausen. |    |
| Weitere Bilder | Schubarthaus                                                                                              | Schlossgasse 3 (Karte)                                                                      | 15. Jahrhundert                                          | Dieses Fachwerkhaus diente 1763–1769 Christian Friedrich Daniel Schubart als Wohnhaus und ist heute nach ihm benannt. |    |
| Weitere Bilder | Helfensteiner Stadtschloss                                                                                | Schlossgasse 7 (Karte)                                                                      | 14. Jahrhundert                                          | Dieses Stadtschloss wurde von den Grafen von Helfenstein als dreigeschossiger Putzbau an der damaligen Stadtmauer errichtet. Es besitzt einen Gewölbekeller. Außerdem befindet sich eine Kapelle im ersten Stock. Das Stadtschloss war über die Jahrhunderte Sitz verschiedenster Ämter, so zum Beispiel von 1396 bis 1635 der Ulmer Vogte. |    |
|                | Herrenhaus                                                                                                | Staubstraße 14                                                                              | 1853                                                     | Das Herrenhaus der Fabrikantenfamilie Staub wurde nach Plänen Georg von Morloks für Johann Heinrich Staub erbaut. Es handelt sich um ein dreistöckiges, verputztes Gebäude. Der Stil des Gebäudes ist beeinflusst von der Revolutionsarchitektur. |    |
|                | Wohnhaus                                                                                                  | Schubartstraße 1 (Karte)                                                                    | 16./17. Jahrhundert                                      | Ursprünglich handelte es bei diesem zweigeschossigen Wohnhaus um ein an der Stadtmauer gelegenes, verputztes Fachwerkhaus. 1873 wurde es dann aufgestockt und 1928 wurde ein Bäckerladen eingebaut. |    |
|                | Ehemaliges Oberamtsgebäude                                                                                | Schubartstraße 13/1 (Karte)                                                                 | 15./16. Jahrhundert, teils älter                         | Dieses in alemannischer Bauweise erbaute Fachwerkhaus ist dreigeschossig und besitzt ein Krüppelwalmdach. Es besitzt einen seitlichen Anbau. Ursprünglich handelte es sich um einen Pfarrhof, der in die Stadtmauer integriert war. |    |
|                | Abschnittsbefestigung                                                                                     | Flur Geiselstein                                                                            |                                                          | Die Abschnittsbefestigung befindet sich südlich von Geislingen. Geschützt nach § 2 DSchG |    |
|                | Ehemalige Türkheimer Steige                                                                               | Flur Türkheimer Berg (FW 28)                                                                |                                                          | Die ehemalige Türkheimer Steige liegt jenseits des Soitalros und der Rohrach, südwestlich von Geislingen. Diese Steige führt auf eine Hochfläche der schwäbischen Alb. Der Weg ist teils geteert und teils ein einfacher Waldweg. Geschützt nach § 2 DSchG |    |
|                | Ehemalige Weiler Steige                                                                                   | Flur Schloßhalde (Vic.W. 5/2)                                                               |                                                          | Die ehemalige Weiler Steige beginnt am nordwestlichen Fuß der Schlosshalde der Burg Helfenstein. Sie steigt in südlicher Richtung auf und führt als Waldweg auf eine Hochfläche der schwäbischen Alb. Sie wurde von römischer Zeit bis ins 20. Jahrhundert genutzt. 1918/21 wurde sie dann von einer modernen Steige abgelöst. Geschützt nach § 2 DSchG |    |
| Weitere Bilder | Burg und Veste Helfenstein                                                                                | Flur Schloßhalde, Helfenstein (Flstnr. 1207/3) (Karte)                                      | um 1100                                                  | Die Burg und Veste Helfenstein befindet sich auf einem Felsrücken, östlich von Geislingen. Zu ihr gehören die Reste einer Befestigungsmauer und einem Graben. Geschützt nach § 12 DSchG |    |
| Weitere Bilder | Ödenturm                                                                                                  | Östlich oberhalb der Stadt (Karte)                                                          | 14./15. Jahrhundert                                      | Der sogenannte Ödenturm ist auf einem Bergsporn östlich von Geislingen gelegen. Geschützt nach § 28 DSchG |    |
|                | Ehemalige Nagelschmiede Drahtstiftfabrik                                                                  | Rorgensteig 20 (Karte)                                                                      | spätestens 1503                                          | Dieses zweigeschossige, verputzte Fachwerkhaus mit hölzerner Radstube war zunächst eine Schleifmühle. Ab 1730 diente es dann als Ölmühle und wurde vor 1923 zu einer Nagelschmiede umgebaut. Auch wenn der Betrieb 1959 eingestellt wurde, ist das Wasserrad immer noch vorhanden. Diese Mühle spielte eine wichtige vorindustrielle Rolle. | BW |
| Weitere Bilder | Friedhof mit Grabkapelle                                                                                  | Rorgensteig (Karte)                                                                         | 1608                                                     | Dieser Friedhof mit Grabkapelle liegt am südlichen Rand Geislingens. Die dort befindliche Straub’sche Grabkapelle wurde 1977–79 von Christian Friedrich von Leins erbaut. Geschützt nach §§ 2, 12 DSchG |    |
|                | Wohnhaus des Friedhofwärters und Leichenhalle (Teil der SG Wohnhaus des Friedhofwärters und Leichenhalle) | Rorgensteig 26 (Karte)                                                                      | um 1903                                                  | Das zweigeschossige Wohnhaus des Friedhofswärters und die Leichenhalle stellen eine Sachgesamtheit dar. Die Leichenhalle ist mit neoklassizistischen Elementen erbaut worden, welche Anklänge an antike Tempel und Triumphbogenarchitektur finden. |    |
|                | Leichenhalle (Teil der SG Wohnhaus des Friedhofwärters und Leichenhalle)                                  | Rorgensteig 27 (Karte)                                                                      | um 1903                                                  | Das zweigeschossige Wohnhaus des Friedhofswärters und die Leichenhalle stellen eine Sachgesamtheit dar. Die Leichenhalle ist mit neoklassizistischen Elementen erbaut worden, welche Anklänge an antike Tempel und Triumphbogenarchitektur finden. |    |
|                | Grabmal J. J. Junginger                                                                                   | Friedhof Geislingen                                                                         | 1820                                                     | Dieses aus Stein gefertigte Grabmal ist im klassizistischen Stil gehalten. |    |
|                | Kriegerdenkmal 1870/71                                                                                    | Friedhof Geislingen im Rorgensteig                                                          |                                                          | Das Denkmal hat einen Aufsatz mit Helmabschluss. |    |
| Weitere Bilder | Bahntrasse Geislinger Steige                                                                              | Geislinger Steige (Karte)                                                                   | 1847–50                                                  | Die Bahntrasse Geislinger Steige erstreckt sich entlang des Rohrachtales und beginnt südöstlich von Geislingen. Sie führt auf eine Hochfläche der schwäbischen Alb. Geschützt nach § 2 DSchG |    |
|                | Knoll-Denkmal                                                                                             | Geislinger Steige                                                                           | 1860                                                     | Dieses Denkmal wurde ursprünglich zusammen mit einem Springbrunnen vor den Geislinger Bahnhof gebaut, 1904 wurde es jedoch aus Platzgründen versetzt. Als Denkmal soll es an den Referenten der württembergischen Eisenbahnkommission Michael Knoll, dessen Büste es enthält, erinnern. Es stellt zusammen mit der Bahntrasse an der Geislinger Steige eine Sachgesamtheit dar. |    |
| Weitere Bilder | Galgenbrünnele                                                                                            | Geislinger Steige                                                                           | 1861                                                     | Bei dem Galgenbrünnele handelt es sich um einen Laufbrunnen, der in der Nähe des ehemaligen Galgens lag. Da sich einigen Legend um ihn ranken, ist er von heimatgeschichtlicher Bedeutung. |    |
|                | Altes Rathaus Altenstadt                                                                                  | Altenstadt (Karte)                                                                          | 1671                                                     | Dieses giebelständige Fachwerkhaus diente zunächst als das Ulmer Amtshaus. Geschützt nach § 12 DSchG | BW |
|                | Wallanlage                                                                                                | Altenstadt, Flur Dreimännersitz                                                             |                                                          | Diese Wallanlage befindet sich in einem Wald, südwestlich von Geislingen. Geschützt nach § 2 DSchG |    |
|                | Staub'sche Familiengruft                                                                                  | Altenstadt, Friedhof                                                                        | 1855/56                                                  | Die Staub'sche Familiengruft ist ein begehbares Steinmonument, deren Grabkammer Anklänge an spätrömische Sarkophagenformen hat. In besagte Grabkammer führt eine Treppe hinab. |    |
| Weitere Bilder | Evangelische Kirche St. Martin                                                                            | Altenstadt, Stuttgarter Straße 133 (Karte)                                                  | 1904                                                     | Die von P. Schmohl erbaute, evangelische Kirche St. Martin is zentral in Altenstadt auf einer Anhöhe gelegen. Geschützt nach § 2 DSchG |    |
| Weitere Bilder | Siechenkapelle                                                                                            | Altenstadt, Stuttgarter Straße 352 (Karte)                                                  | 15. Jahrhundert                                          | Die sogenannte Siechenkapelle liegt im nordwestlichen Teil von Altenstadt, an dem Zusammenfluss von Eyb und Fils. Geschützt nach § 28 DSchG |    |
|                | Aufhausener Höhle                                                                                         | Aufhausen, Aufhausener Höhle                                                                |                                                          | Die Aufhausener Höhle befindet sich südlich von Aufhausen. Geschützt nach § 12 DSchG |    |
|                | Gusseiserner Pumpbrunnen                                                                                  | Aufhausen, Friedhof, davor (Karte)                                                          | Spätes 19. Jahrhundert                                   | Diese Serienanfertigung eines Pumpbrunnen hat einen Säulen-Kapitell-Aufsatz. Er stellt einen zeittypischen Friedhofsbrunnen dar. | BW |
|                | Gusseiserner Pumpbrunnen                                                                                  | Aufhausen, Theodor-Heuss-Straße, bei der Grünanlage (Karte)                                 | Spätes 19. Jahrhundert                                   | Dieser Pumpbrunnen mit floralem Schmuck und Vasenaufsatzist ein fabrikmäßiges Serienstück, das als Dorfbrunnen diente. | BW |
|                | Ehemaliges Pfarrhaus Aufhausen                                                                            | Aufhausen, Theodor-Heuss-Straße 36 (Karte)                                                  | 1. Hälfte des 18. Jahrhunderts                           | Dieses traufständige, barocke Fachwerkhaus hat ein Krüppelwalmdach. | BW |
|                | Evangelische Pfarrkirche Aufhausen                                                                        | Aufhausen, Theodor-Heuss-Straße 53 (Karte)                                                  | wohl 14. Jahrhundert, eventuell älter                    | Zu dem Denkmal gehört eine Kirchhofsmauer. Die Kirche wurde 1584 und 1839 verändert und 1799 wurde das heutige Turmdach hinzugefügt. | BW |
|                | Abschnittsbefestigung                                                                                     | Eybach, Flur Ebene                                                                          |                                                          | Diese Abschnittsbefestigung liegt auf einer Hochfläche, nordwestlich von Eybach. Geschützt nach § 12 DSchG |    |
| Weitere Bilder | Burg Hoheneybach                                                                                          | Eybach, Flur Himmelsfelsen (Flstnr. 375) (Karte)                                            | 1265                                                     | Die abgegangene Burg Hoheneybach liegt nördlich von Eybach auf einer Bergzunge. Die damals Burg ywach genannte Burg wurde 1291 inklusive eines Dorfes von einem Helfenstein an das Kloster Ellwangen verkauft. Ab dem Dreißigjährigen Krieg liegt die Burg dann in Ruinen. Geschützt nach § 2 DSchG |    |
|                | Friedhof der Gräflichen Familie von Degenfeld                                                             | Eybach                                                                                      | 1900                                                     | Diese für die Familie von Degenfeld errichtete Anlage ist eingefrieded mit einem schmiedeeisernen Gitter und Doppeltor. Der Friedhof enthält unter anderem vier Grabsteine mit gusseisernen Platten mit Inschriften. |    |
|                | Kriegerdenkmal für die Gefallenen der Kriege 1914/18 und 1939/45                                          | Eybach                                                                                      |                                                          | Dieses Denkmal besteht aus einem pyramidenförmigen, steinernen Stumpf mit Bronzetafeln und einem kugelförmigen Aufsatz mit Bronzeadler. |    |
|                | Katholische Pfarrkirche Mariä Himmelfahrt                                                                 | Eybach, Marienplatz 2 (Karte)                                                               | Mitte des 15. Jahrhunderts                               | Die katholische Pfarrkirche Mariä Himmelfahrt ist zentral in Eybach gelegen. Sie wurde 1970 erweitert. Geschützt nach § 28 DSchG | BW |
| Weitere Bilder | Schlossanlage mit Schlosspark                                                                             | Eybach, Roggentalstraße 1, 3, Von-Degenfeldstraße 46, Flstnr. 150 (Karte)                   | 1766–70                                                  | Das von Johann Adam Groß erbaut Schloss Eybach liegt nordwestlich des Ortes Eybach. Zu ihm gehören eine Schlossmauer, ein Garten mit Gärtnerei, ein Park mit Brunnen und ein Ökonomiegebäude. Geschützt nach §§ 28, 2 DSchG |    |
|                | Kruzifix                                                                                                  | Eybach, Roggentalstraße                                                                     | 19. Jahrhundert                                          | Bei diesem Kruzifix handelt es sich um hölzernes Kreuz mit gusseisernem Corpus und einem Blechdach. |    |
|                | Kruzifix                                                                                                  | Eybach, Weg zur Waldkapelle                                                                 | wohl 19. Jahrhundert                                     | Dieses Kruzifix befindet sich südöstlich von Eybach. Es besteht aus einem steinernen Sockel, einem gusseisernen Aufsatz, einer hölzernen Rückwand und einem hölzernen Dach. Nach dem Ersten Weltkrieg wurde es um eine Gedenktafel ergänzt. |    |
|                | Waldkapelle                                                                                               | Eybach, Felsental, südwestlich des Ortes (Karte)                                            | 1916                                                     | Die von P. Schmohl erbaute Waldkapelle liegt in einem Wald, südwestlich von Eybach. Geschützt nach § 2 DSchG | BW |
|                | Evangelische Pfarrkirche St. Michael                                                                      | Stötten, Pfarrgässle 1 (Karte)                                                              | Letztes Viertel des 15. Jahrhunderts                     | Die evangelische Pfarrkirche St. Michael liegt zentral in Stötten. Diese Kirche ist ein Beispiel für eine schwäbische Ostturmkirche und ist einschiffig. Während der Gotik wurde die Kirche um ein Kreuzgewölbe und einen östlichen Chorabschluss erweitert. Zur selben Zeit wurden die bis heute erhaltenen Wand- und Deckenmalereien hinzugefügt. Geschützt nach § 28 DSchG | BW |
|                | Ehemaliges Evangelisches Pfarrhaus                                                                        | Stötten                                                                                     | um 1700                                                  | Dieses ehemalige, zweigeschossige Pfarrhaus weist eine Sichtfachwerkkonstruktion vor und besitzt ein Krüppelwalmdach. |    |
|                | Altes Schul- und Rathaus                                                                                  | Türkheim (Karte)                                                                            | 1. Hälfte des 19. Jahrhunderts                           | Dieses Gebäude ein Beispiel für den im 19. Jahrhundert regional verbreiteten Typ von Schulhaus. Es ist ein zweigeschossiges, verputztes Fachwerkhaus mit Halbwalmdach. | BW |
|                | Seldner- oder Kleinbauernhaus                                                                             | Türkheim, Geislinger Straße 20 (Karte)                                                      | 19. Jahrhundert                                          | Dieses charakteristische Kleinbauernhaus ist ein eingeschossiges Fachwerkhaus mit Stall. | BW |
| Weitere Bilder | Evangelische Pfarrkirche St. Vitus                                                                        | Türkheim (Karte)                                                                            | 1771 neu erbaut, Vorgängerbau 1353 urkundlich erwähnt    | Diese, dem St. Vitus geweihte Kirche wurde nach dem Abbruch des Vorgängerbaus hier im barocken Stil von Johann Michael Keller errichtet. |    |
|                | Evangelisches Pfarrhaus                                                                                   | Türkheim, Kirchgasse 2 (Karte)                                                              | wohl 1756                                                | Dieses Pfarrhaus ist ein traufständiges, zweigeschossiges Fachwerkhaus. (Link im Bild) |    |
|                | Grabmal von Besserer                                                                                      | Türkheim, im ehemaligen Kirchhof                                                            | 1821                                                     | Diese Rumpfpyramide ist das Grabmal für den Forstmeister von Besserer. Es enthält Reliefschmuck und eine Inschrift. |    |
|                | Feldkreuz                                                                                                 | An der Kreuzung eines Feldwegs und der Straße nach Türkheim, Wittingen bei Türkheim (Karte) | wohl 16. Jahrhundert                                     | Bei diesem Kreuz handelt es sich wahrscheinlich um ein Sühnekreuz. Für diesen Zweck ist es jedoch auffallend aufwendig gearbeitet. | BW |
|                | Siedlung Wohlgradweiler                                                                                   | Waldhausen, Flur Wohlgradweiler (Flstnr. 248, 206)                                          | 1225                                                     | Die abgegangene Siedlung Wohlgradweiler ist südlich von Waldhausen an der Grenze zu Schalkstetten gelegen. Sie war im Besitz der Wolfgerswilare. Geschützt nach § 2 DSchG |    |
|                | Evangelische Pfarrkirche St. Veit                                                                         | Waldhausen, Gussenstadter Straße 19 (Karte)                                                 | Chorturm wohl 13. Jahrhundert, Rest wohl 15. Jahrhundert | | BW |
|                | Altes Schul- und Rathaus                                                                                  | Weiler, Kirchweg 2                                                                          | 18. Jahrhundert                                          | Dieses zweigeschossige, verputzte Fachwerkhaus ist ein Beispiel für gemischt genutzten öffentlichen Raum. |    |
|                | Evangelische Pfarrkirche St. Margaretha                                                                   | Weiler (Karte)                                                                              | Älteste Teile wohl 14. Jahrhundert                       | Diese aus gotischer Zeit stammende Kirche ist einschiffig, rechteckig und hat ein Flachdach ohne Chor. Im Laufe der Jahrhunderte wurde diese Kirche mehrfach umgebaut, so zum Beispiel 1818, 1965 und 1996. | BW |